# هرب لوبالین

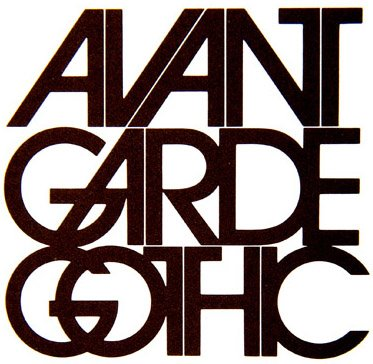
لوگوی مجله آوانگارد طراحی شده توسط هرب لوبالین

هربرت اف. «هرب» لوبالین (به انگلیسی: Herb Lubalin؛ زادهٔ ۱۷ مارس ۱۹۱۸ - درگذشتهٔ ۲۴ مهٔ ۱۹۸۱) طراح گرافیک اهل آمریکا است. از او با نام نابغه حروف نگاری زمانه خودش یاد می‌شود. او مجلات معروفی چون آوانگارد، اروس و فکت همکاری داشته‌است. با رایج شدن چاپ نوری حروف یا اصطلاحاً فتوتایپ، لوبالین از افراد تأثیرگذاری بود که توانست قوانین کهنه صفحه آرایی و تایپ فیس را بشکند. از تایپ فیس‌های معروف او می‌توان به آوانگارد اشاره کرد.

## سبک‌شناسی
هرب لوبالین دارای دستاوردهای زیادی شامل لوگو، پوستر، طراحی بسته‌بندی و تبلیغات است اما شاخه‌ای که او را شناخته شده کرد، تایپوگرافی‌های اوست. از او با نام نابغه و پدر تایپوگرافی عصر مدرن یاد می‌شود. در سبک مدرسه نیویورک در سال ۱۹۵۰ روند تایپوگرافی‌های فیگوراتیو و تلفیق عکس و حروف در حال گسترده شدن بود اما این لوبالین بود که به این سبک وحدت بخشید و آن را به سبکی واحد تبدیل کرد.
از نگاه لوبالین حروف شباهتی به یک تصویر بصری داشتند نه صرفاً شکلهایی برای خوانش. از این رو برای جلو بردن اهداف خودش بسیاری از قواعد طراحی حروف را کنار نهاد. لوبالین حروف را نه ابزاری به شدت هنری و نه ابزاری به شدت صنعتی شده صرفاً برای خوانش می‌دید و حروف را وسیله‌ای برای تشکیل یک مفهوم بصری و معنی انتزاعی در ذهن می‌پنداشت. روند کار او تا جایی پیش رفت که سبک کاری او به سبک تایپوگرام تبدیل شد. در این سبک مفهوم و فرم بصری در وحدتی غیرقابل جدا شدن تبدیل می‌شدند گویی که کلمه از وجه‌های مختلف معانی رو القا می‌کردند.
با رایج شدن فتوتایپ در آمریکا لوبالین خصوصیات بسیار انعطاف‌پذیر آن را درک کرد چراکه در قبل از آن دشواری‌های زیادی برای اصلاح حروف سخت فلزی داشت اما با وجود فتوتایپ حروف راحت تر اصلاح و تغییر می‌کردند. برای مثال او در صفحه آرایی برخی از متنها را به هم فشرده می‌کرد یا تناسب ثابتی که در تایپ‌فیسهای فلزی وجود داشت را به راحتی تغییر می‌داد. او در پاسخ به انتقادی که از او به دلیل ناخوانایی حروفش به دلیل فشردگی شده بود اینگونه جواب داد: «گاه باید به سبب تأثیر کار با خوانایی آن کنار آمد.»